# Патриотическая школа
Патриотическая школа (яп. 愛郷塾, あいきょうじゅく, «айкё-дзюку») — японская частная школа основанная 15 апреля 1931 г. Татибаной Косабуро в окрестностях города Мито (некогда бывший село Токива). Официальное название — Самоуправляющаяся сельско-рабочая патриотическая школа (自営的農村勤労学校愛郷塾).

## Краткие сведения
В период Тайсё Татибана вместе со своими старшими братьями был руководителем «Братской сельской фермы». В 1929 году он стал физиократом, агитируя за необходимость наращивания сельскохозяйственной продукции в Японии и основал на основе соседних сел «Патротическое общество». В 1931 году для обучения младшего поколения Татибана создал при «Братской ферме» на базе общества Патриотическую школу. В том же году Иноуэ Ниссё познакомился с участниками правого политического движения государственных реформаторов, благодаря чему его школа была преобразована в центр этого движения. В 1932 году, во время попытки государственного переворота, так называемого инцидента 15 мая, из учеников школы был сформирован штурмовой отряд, который атаковал электрические подстанции Токио, но не смог нанести им значительный ущерб. После провала операции Татибана Косабуро был арестован и посажен в тюрьму пожизненно. Потеряв своего основателя в 1933 году, Патриотическая школа фактически прекратила своё существование.